# Albertine Gnanazan Hépié
Albertine Gnanazan Hépié est une femme politique ivoirienne. 
Elle occupe le poste de Ministre de la Famille et de la Promotion de la Femme en Côte d'Ivoire, au sein du gouvernement Daniel Kablan Duncan.